# Museum für Architekturzeichnung

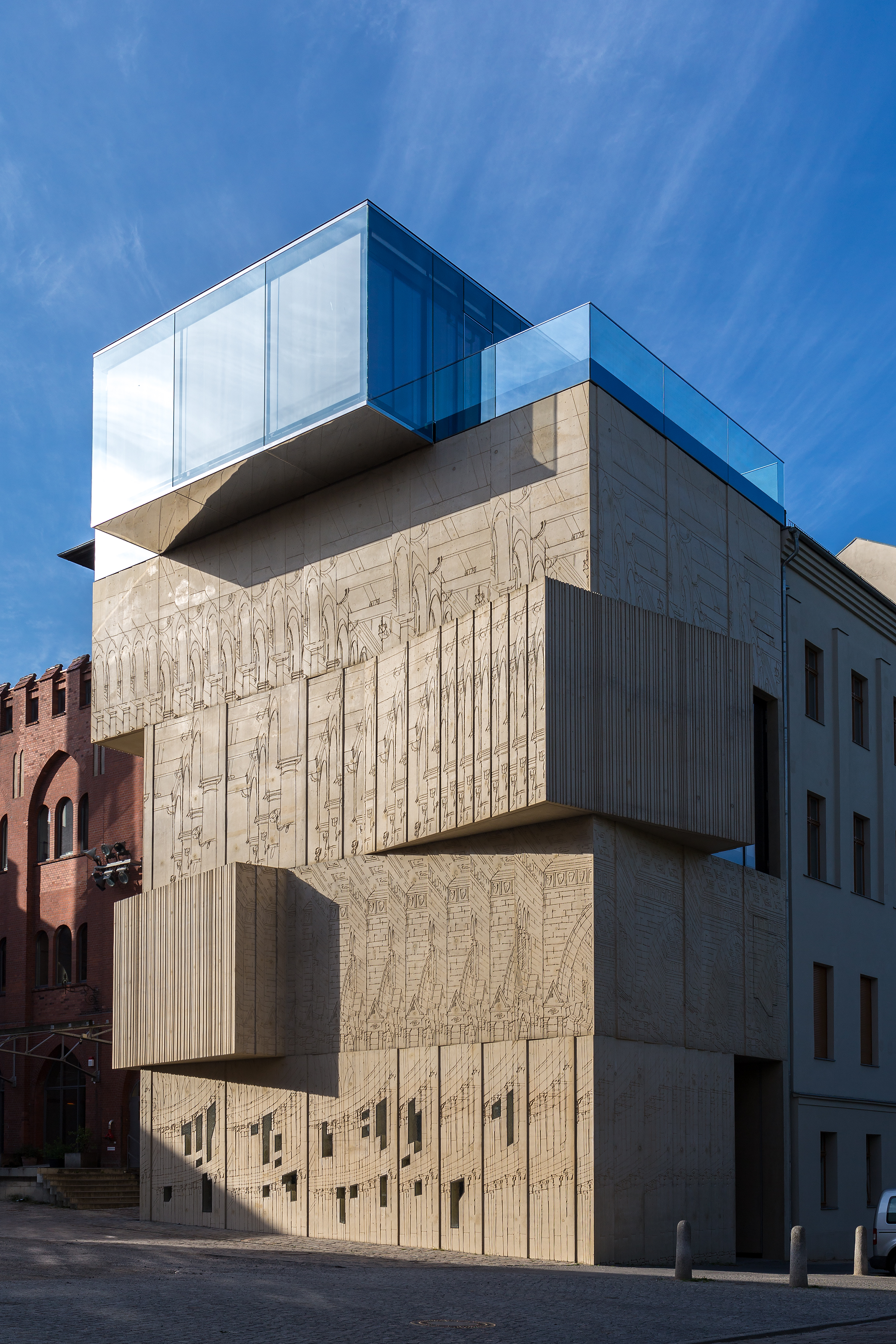
Museum für Architekturzeichnung, von der Christinenstraße aus gesehen (2015)

Das Museum für Architekturzeichnung ist ein privates, von der Tchoban Foundation getragenes Museum in Berlin. Es wurde im Juni 2013 eröffnet. Es zeigt jährlich etwa drei bis vier Ausstellungen, die aus der Sammlung der Tchoban Foundation zusammengestellt oder im Rahmen von Kooperationen mit anderen Museen und Institutionen geliehen werden.

## Träger
Die Tchoban Foundation als Träger des Museums ist eine Stiftung privaten Rechts mit Sitz in Berlin, die der Förderung der architektonischen Handzeichnung dient. Sie wurde 2009 in Berlin durch den Architekten Sergei Tchoban gegründet. Stiftungszweck ist es, den talentierten Architektennachwuchs in der klassischen Ausbildung des Zeichnens zu fördern und ihm die Sammlung ihres Gründers zum Studium zur Verfügung zu stellen. Zudem ist Ziel der Stiftung, Ausstellungen mit Architekturzeichnungen im eigenen Haus, sowie in anderen Museen weltweit zu präsentieren. Zusammen mit dem Stifter bilden Dr. h. c. Kristin Feireiss und Dr. Eva-Maria Barkhofen das Kuratorium der Stiftung.

## Sammlung
Mit dem Erwerb einer Zeichnung von Pietro di Gottardo Gonzaga legte Sergei Tchoban 2001 den Grundstein für seine Sammlung. Inzwischen umfasst sie mehrere hundert Blätter aus verschiedenen Epochen, vom 16. Jahrhundert bis heute.
Zum Eigentum der Stiftung gehören mittlerweile hunderte Zeichnungen internationaler Architekten des 20. und des 21. Jahrhunderts sowie Werke aus der Hand Tchobans.

## Bauwerk
Das vom Moskauer Architekturbüro SPEECH Tchoban & Kuznetsov entworfene, 2013 fertiggestellte Gebäude des Museums für Architekturzeichnung präsentiert sich als viergeschossiger in Beton ausgeführter Massivbau mit einem gläsernen Staffelgeschoss. Die Kubatur der vier Geschosse erinnert an einen lockeren Stapel von Blöcken oder Kisten. Die geschlossene Fassade ist mit stark vergrößerten Fragmenten architektonischer Skizzen in Reliefform dekoriert. Die Linienzeichnungen und die Farbe des Sichtbetons sollen auf die Nutzung des Gebäudes als Ausstellungsort für Architekturzeichnungen verweisen. Im Erdgeschoss befinden sich der Museumsshop und die Bibliothek. Im ersten und zweiten Obergeschoss sind Kabinette geschaffen worden, in denen wechselnde Ausstellungen gezeigt werden. Im dritten Obergeschoss befindet sich das Museumsdepot. In allen drei Sammlungsgeschossen wurde aus konservatorischen Gründen auf Fensteröffnungen verzichtet. Im transparenten Staffelgeschoss ist das Büro der Stiftung untergebracht. Von den insgesamt knapp 450 Quadratmetern, die das Gebäude umfasst, sind etwa 200 Quadratmeter den Ausstellungsflächen inklusive Museumskasse und Bibliothek zugewiesen.

## Ausstellungen (Auswahl)
- Architekturwelten. Sergei Tchoban – Zeichner und Sammler. DAM Deutsches Architekturmuseum, Frankfurt am Main. 2010[4]
- The Golden Age of Architectural Graphics. Drawings of European masters from the Collection of the Architect Sergei Tchoban. Staatliches Puschkin-Museum für bildende Künste, Moskau. 2010[5]
- À la source de l’Antique: La collection de Sergei Tchoban. École des Beaux-Arts, Paris. 2011[6]
- Piranesis Paestum. Neuentdeckung der Meisterzeichnungen. Eine Ausstellung aus der Sammlung des Sir John Soane’s Museum, London im Museum für Architekturzeichnung, Berlin, 2013
- Architektur im Kulturkampf. Russische und sowjetische Architektur in Zeichnungen. 1900–1953. Museum für Architekturzeichnung, Berlin. 2013–2014
- Lebbeus Woods. ON-LINE. Museum für Architekturzeichnung, Berlin. 2014
- LʼHôtel Particulier à Paris. Eine Ausstellung aus der Sammlung der École nationale supérieure des beaux-arts de Paris im Museum für Architekturzeichnung, Berlin. 2014–15
- Alexander Brodski – Works. Museum für Architekturzeichnung, Berlin. 2015
- Meisterzeichnungen der Architektur aus der Albertina. Eine Ausstellung aus der Sammlung der Albertina (Wien) im Museum für Architekturzeichnung, Berlin. 2016
- Anime Architektur. Museum für Architekturzeichnung, Berlin. 2016
- Peter Cook. Retrospektive. Museum für Architekturzeichnung, Berlin. 2016–15
- Gezeichnete Welten. Alvin Boyarsky und die Architectural Association. Museum für Architekturzeichnung, Berlin. 2017
- Hans Poelzig. Projekte für Berlin. Eine Ausstellung aus der Sammlung des Architekturmuseums der Technischen Universität Berlin im Museum für Architekturzeichnung, Berlin. 2018
- SIZA – Ungesehenes & Unbekanntes. Museum für Architekturzeichnung, Berlin. 2019
- Deutsche Filmarchitektur 1918–1933. Museum für Architekturzeichnung, Berlin. 2019
- In the Making: Ilya & Emilia Kabakov. Von Zeichnung zu Installation. Museum für Architekturzeichnung, Berlin. 2019
- Thom Mayne: SkulpturaleZeichnungen. Museum für Architekturzeichnung, Berlin. 2020
- James Wines und SITE: Retrospektive 1970–2020. Museum für Architekturzeichnung, Berlin. 2020
- Mark Fisher: Gezeichnete Show. Museum für Architekturzeichnung, Berlin. 2021
- Stalins Architekt: Aufstieg und Fall von Boris Iofan. Museum für Architekturzeichnung, Berlin. 2022
- AKIRA – Die Architektur von Neo Tokyo. Museum für Architekturzeichnung, Berlin. 2022
- Aldo Rossi. Insulae. Museum für Architekturzeichnung, Berlin. 2023
- ArchiVision. 10 Jahre Museum für Architekturzeichnung. Museum für Architekturzeichnung, Berlin. 2023
- Alvar Aalto in Deutschland: Gezeichnete Moderne. Museum für Architekturzeichnung, Berlin. 2023
- Lina Bo Bardi – Die Poesie des Betons. Museum für Architekturzeichnung, Berlin. 2024